# Ilova
 Ovo je glavno značenje pojma Ilova. Za druga značenja pogledajte Ilova (razdvojba).
Ilova je rijeka u Hrvatskoj, lijeva pritoka rijeke Lonje.

## Osobine
Vrlo je važna za Moslavinu, zbog opskrbljivanja pitkom vodom visoke kvalitete. Tijekom ljeta vrlo je dobra za plivanje i ribolov, što tamošnje stanovništvo i koristi. Iz rijeke Ilove vodom se crpi i Ina Petrokemija u Kutini. Selo Ilova, koje spada u jedno od naselja grada Kutine, dobilo je ime po ovoj rijeci. Uz rijeku, nalazi se nekoliko većih ribnjaka i šume hrasta lužnjaka visoke kvalitete (Ilovski lug, Ilovski dol i dr.). Ulijeva se u Lonju u Lonjskom polju.
Površina pod ribnjacima sliva rijeke iznosi Ilove 1835 ha.

## Poveznice
- Lonjsko-ilovska zavala